# Stade Armandie
L'Stade Armandie és un estadi situat a Agen, a Òlt i Garona. És part del Parc Municipal d'Esports de la ciutat.
És utilitzat per l'Sporting union Agen Lot-et-Garonne, que des de 2007 juga a la categoria Pro D2.

## Història
L'estadi va ser inaugurat el 9 d'octubre de 1921. Porta el nom d'Alfred Armandie, fundador del Sporting union Agen Lot-et-Garonne. L'any 2007, es va construir una nova tribuna, augmentat la capacitat de l'estadi en 2.002 seients. Aquesta tribuna ofereix un nou aspecte a l'estadi, i ara els espectadors poden gaudir del partit asseguts darrere dels pals.

## Botiga
La nova botiga està situada a la tribuna oest. Al costat de l'entrada principal, és la que dona la benvinguda als espectadors quan arriben, ocupant 120 metres quadrats, amb acabats en vidre i metall.

## Partits destacats
- 09-10-1921: Sporting union Agen Lot-et-Garonne - Bordeaux etudiants Club: 12-3
- 13-11-1974: França - Sud-àfrica: 16-31
- 11-11-1987: França - Romania: 49-3
- 13-10-1991: França - Canadà (Copa del Món de Rugbi): 19-13